# Cabdiweli Maxamed Cali

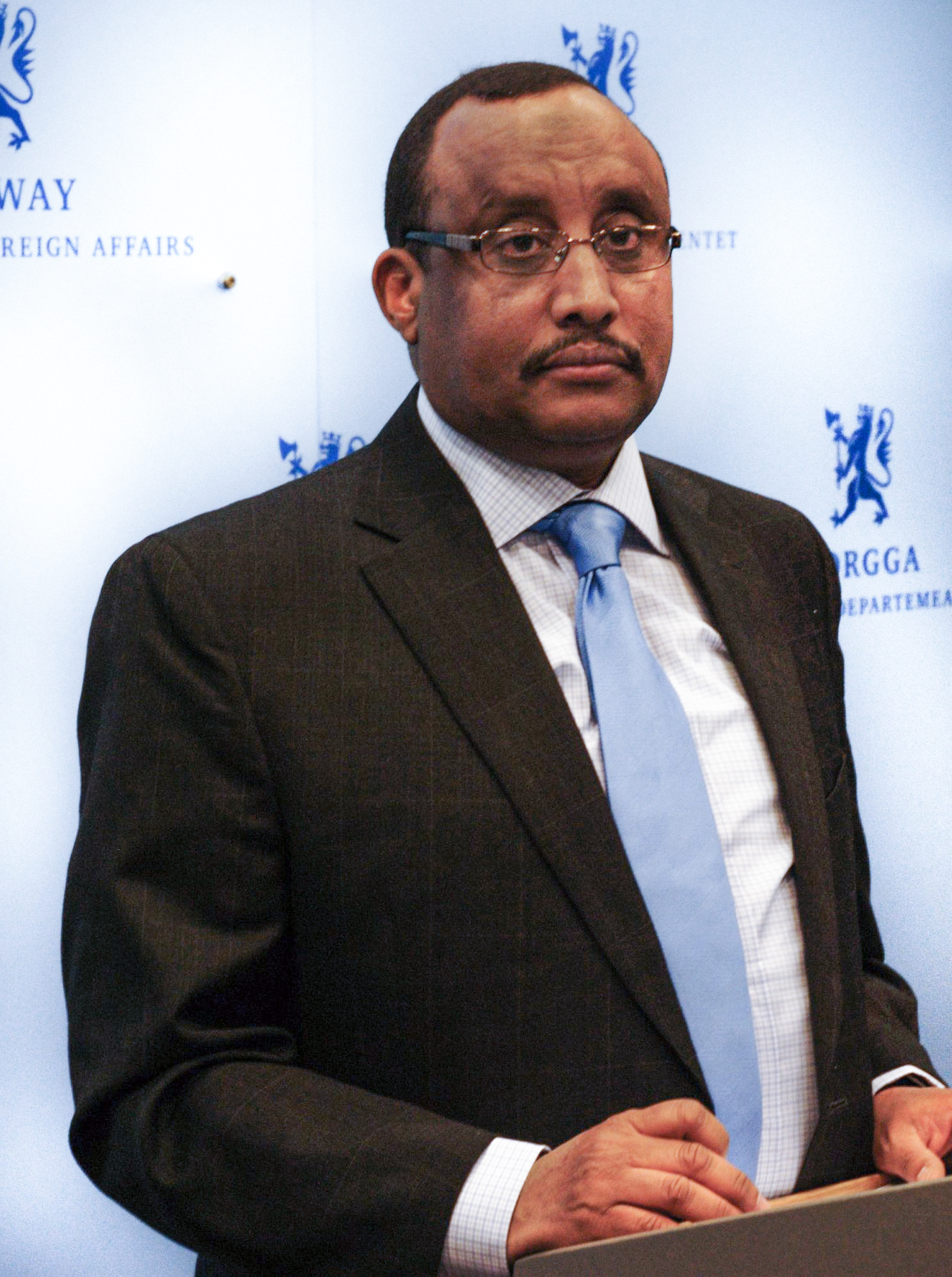
Cabdiweli Maxamed Cali.

Cabdiweli Maxamed Cali (arabiska: عبدويلي محمد علي; ʿAbdiwīlī Muḥammad ʿAlī, utanför Somalia även känd som Abdiweli Mohamed Ali) är en somalisk politiker från Puntland som var landets premiärminister från 19 juli 2011 (tillförordnad till 28 juni) till 17 oktober 2012.
Cali har examen från Harvard Law School och var professor i ekonomi vid Niagarauniversitetet i New York. 
12 juni 2010 utnämndes han till Somalias minister för planering och internationellt samarbete. Han blev utnämnd av den då nyligen tillsatta premiärministern Mohamed Abdullahi Mohamed, och var en del av den teknokratiska regeringen.  Han avsattade på grund av korruption och bedrägeri i september 2012 från UN Monitoring Report On Somalia.
19 juni 2011 blev Cali utnämnd till tillförordnad premiärminister av president Sharif Sheikh Ahmed då Mohamed avgick. Detta godkändes även av parlamentet den 23 juni 2011.